# Sanctuary (Joji)
Sanctuary è un singolo del cantante giapponese Joji, pubblicato il 14 giugno 2019 come primo estratto dal secondo album in studio Nectar. Il testo è stato scritto da Joji, Daniel Wilson, Luke Niccoli e Justin Raisen, con la produzione di quest'ultimo. Il video musicale è stato diretto da Eoin Glaister.

## Descrizione
Sanctuary è frutto della creazione di Joji, Daniel Wilson, Luke Niccoli e Justin Raisen, con degli arrangiamenti aggiuntivi da parte di Joji. Il singolo si rivela essere una ballata lo-fi ed electropop, con elementi riconducibili agli stili della trap, electronica, R&B e soul; la produzione è composta da suoni realizzati con un sintetizzatore e un ritmo minimalista. Analogamente alla maggior parte dei brani realizzati da Joji, Sanctuary è una canzone d'amore: tuttavia, i suoi testi si presentano «più poeticamente astratti» rispetto alle solite «dichiarazioni franche e semplici». Durante la canzone Joji parla ad un potenziale amante, dicendogli che può offrire devozione e onestà, chiedendogli di esprimere il proprio amore per lui.

## Accoglienza
Salvatore Maiki di The Fader ha descritto il singolo come «attraente», mentre Gabriel Aikins di Substream Magazine l'ha classificata come una delle migliori canzoni della settimana, aggiungendo che «quando si tratta di tracce introspettive e atmosferiche, in pochi fanno meglio di Joji».

## Video musicale
Il videoclip è stato pubblicato in concomitanza con l'uscita del singolo, il 14 giugno 2019. Diretto da Eoin Glaister, è stato girato a Lancaster, in California. In un'intervista con Harper's Bazaar, Joji ha dichiarato di aver in mente il concept del video mentre scriveva la canzone: «non appena ha sentito la strumentale della canzone, ha capito che il video doveva essere qualche merda spaziale».
Nel video è presente Joji come capitano di un'astronave che, dopo aver sconfitto tutti i suoi nemici, fatica a trovare lo scopo della vita. Un amico, notandolo, si toglie un occhio con un cucchiaio per somigliare ad un cattivo: lascia la nave e la attacca, costringendo Joji a diventarne capitano per difenderla e ritrovando così lo scopo della propria vita.

## Tracce
Testi di George Miller, Daniel Wilson, Luke Niccoli e Justin Raisen, musiche di Justin Raisen.
1. Sanctuary – 3:00

## Formazione
- George Miller − voce, testo
- Justin Raisen − produzione
- Casey Cuayo − mastering
- Rob Kinelski − missaggio
- Francisco Ramirez − registrazione

## Classifiche
| Classifica (2019) | Posizione massima |
| ----------------- | ----------------- |
| Australia         | 42                |
| Canada            | 58                |
| Estonia           | 26                |
| Irlanda           | 61                |
| Lituania          | 14                |
| Malaysia          | 7                 |
| Nuova Zelanda     | 32                |
| Regno Unito       | 63                |
| Stati Uniti       | 80                |